# Ataman
Ataman (variants: ucraïnès отаман otaman, Wataman, Vataman; en rus: атаман) era un títol dels dirigents cosacs i haidamak de diversos tipus. A l'Imperi Rus, aquest terme era el títol oficial dels comandants militars suprems dels exèrcits cosacs.

## Etimologia
L'etimologia de la paraula ataman / hetman és discutida. Hi ha paraules d'orígens turc i germànic similars que es refereixen al mateix concepte. La forma hetman pot derivar de l'alemany Hauptmann per la via del polonès. La forma ataman és més probable que derivi del turc, significant literalment "pare dels cavallers".

## Tipus
Hi ha diversos tipus d'atamans:
- Exèrcit cosac Otaman (військовий отаман);
- Otaman de Campanya (похідний отаман);
- Otaman Kosh (кошовий отаман);
- Otaman Kurin (курінний отаман) era un comandant de kurin;
- Otoman Sotnia  (сотенний отаман)
- Otoman de la Vila  (сільський отаман) un rang administratiu dels segles XVII i XVIII;
- Otaman d'Okrug (окружний отаман) era un dirigent territorial,
- Otaman Stanytsia (станичний отаман) era un dirigent territorial,
- Otaman Khutir (хутірський отаман) era un dirigent territorial.

## Segle XX
Atamans eren el títols dels dirigents suprems de diversos exèrcits cosacs durant la Guerra Civil Russa. El cap de l'exèrcit de la República Popular d'Ucraïna, en particular, Símon Petliura, era anomenat Otaman Suprem (Головний отаман).